# Надия Мурад
Надия Мурад (на кюрдски: نادیە موراد) е иракска общественичка и писателка.

## Биография
Родена е през 1993 година в язидско селско семейство край Синджар. По време на Синджарските кланета през август 2014 година голяма част от семейството ѝ е избито от войските на Ислямска държава, а тя е отвлечена и продадена в робство в Мосул. Няколко месеца по-късно успява да избяга и играе важна роля в популяризирането на нарушенията на човешките права в контролираните от Ислямска държава райони и проблемите на бежанците.
През 2016 година Надия Мурад, заедно с Ламия Аджи Башар, получава Наградата за свобода на мисълта „Сахаров“, а през 2018 година получава и Нобелова награда за мир, заедно с конгоанския общественик Денис Муквеге, „за техните усилия за прекратяване на употребата на сексуално насилие като оръжие във войни и въоръжени конфликти“.